# 용골자리 HR
용골자리 HR(HR Carinae)은 용골자리 방향으로 지구로부터 약 16,000광년 떨어져 있는 밝은 청색변광성(LBV)이다. 지금까지 우리 은하 안에서 발견된 LBV는 그리 많지 않으며, 적은 수효만큼 이들은 극도로 밝고 뜨거운 존재이다. 용골자리 HR의 주변에는 자신이 뿜어낸 물질들이 성운 형태의 구조를 형성하고 있으며, 외관은 용골자리 에타의 그것과 매우 비슷하다.

## 물리적 특징
용골자리 HR의 운동학적 자료를 통해 지구와 이 별 사이 거리는 약 5400파섹에 절대복사등급은 -9.4라는 결론을 얻었다. 이 수치가 맞다고 가정하면, 용골자리 HR은 지금까지 발견된 우리 은하 내 별들 중 손에 꼽을 수 있을 정도로 밝은 존재가 된다.
2001년 Machado 연구진이 제출한 논문에 따르면 용골자리 HR을 스펙트럼으로 분석한 결과 표면 온도는 10,000켈빈, 반지름은 태양의 350배 정도로, 발견된 LBV들 중에서는 표면 온도가 낮은 편에 속한다.
LBV는 수 개월 정도 주기를 갖고 팽창과 수축을 반복하는데, 밝기의 극댓값과 극솟값 차이는 +1.5등급 정도이다. 밝기의 부침이 심하기 때문에 천문학자들이 지정한 용골자리 HR의 분광형도 발표자에 따라 제각각이다.
화이트 연구진은 용골자리 HR에 분광형 B0의 주계열성이 짝별로 존재할 가능성이 있다고 밝혔다.

## 항성 주위의 물질
용골자리 HR 주위에는 자신이 뿜어낸 물질들이 성운 모양을 이루고 있으나, 중심부의 별이 너무 밝기 때문에 이를 광학적 기구를 통해 관측하기는 어렵다. 그러나 1995년 안토넬라 노타 연구진은 용골자리 HR의 주위에 형성되어 있는 성운의 모양은 용골자리 에타의 그것과 매우 비슷하다고 밝혔다.
구체적으로 두 개의 극에서 가스 물질들이 관측자의 시야에서 볼 때 남동쪽과 북서쪽 방향으로 각각 뿜어져 나와, 전체적으로 대칭형의 거품 덩어리가 항성 주변에 달려 있는 형상을 하고 있다. 이 물질들은 항성으로부터 1초에 100킬로미터라는 맹렬한 속도로 탈출하고 있다. 대략 용골자리 HR은 1년에 태양질량의 50만분의 1 정도 질량을 우주로 분출하고 있다. 운동학적 자료들을 통해 연구진은 이 성운 물질 구조가 형성된 지 5천 년밖에 되지 않았음을 확인했다. 화학적 조성을 통해 물질들은 CNO 순환을 통해 생성된 것으로 드러났다. 구름의 밀도는 항성에 가까워질수록 높아지고, 바깥쪽으로 멀어질수록 낮아진다. 여기서 항성 근처에는 밀도 높은 구름으로 구성된 작은 성운 구조가 바깥쪽과는 별개로 형성되어 있다. 이 중심부 성운의 질량은 태양의 0.3배이며 나머지 바깥 성운의 질량은 태양의 0.5배 정도이다.

## 같이 보기
- 백조자리 P
- 용골자리 에타